# Lohmanniellidae
Famille
Les Lohmanniellidae sont une famille de Ciliés de la classe des Oligotrichea et de l’ordre des Choreotrichida.

## Étymologie
Le nom de la famille vient du genre type Lohmanniella, dédié à Christoph H. Lohmann qui étudia le plancton marin à l'Institut biologique d'Heligoland (Kiel, Allemagne) dans les années 1900.

## Description
En 1920, la botaniste norvégienne Caroline Leegaard (d) (1885-1967) décrit ainsi le genre Lohmanniella : 

« Cette infusoire est un globule quelque peu aplati avec le péristome sur l'un des côtés plats. Sur la marge du péristome, qui a la forme d'un hexaster, on peut voir un petit groupe de cils courts et épais, et à l'extérieur de ces cils une large bordure de cils fins ou de cils-lamelles a été observée. La moitié antérieure de la cellule, avec le péristome et les cils, est plus globuleuse que la moitié postérieure, qui a la forme d'un cône tronqué. La cellule n'a pas de revêtement, elle ne se teinte par la coloration au chloroïodure de zinc. La largeur du "corps" de la cellule est de 37-47 μm. »

## Liste des genres
Selon GBIF (29 septembre 2022) :
- Ancistrina
- Lohmanniella Leegaard, 1915

## Systématique
Le nom valide de ce taxon est Lohmanniellidae Montagnes & Lynn, 1991 .